# Емерсон Фитипалди
Вижте пояснителната страница за други личности с името Фитипалди.
Емерсон Фитипалди (на португалски: Emerson Fittipaldi) е бразилски пилот от Формула 1.
Роден е на 12 декември 1946 година в Сао Пауло, Бразилия.
През 1965 г. е шампион в Бразилския картинг шампионат, като през същата година преминава в Европейския шампионат във Формула 3. Първият му старт във Формула 1 е през 1970 г. с екипа на Лотус във Великобритания. Същата година печели и първата си победа в САЩ. 2 пъти е Световен шампион във Формула 1: през 1972 – с Лотус, и 1974 г. – с Макларън. Първата си титла печели на възраст 25 години и 273 дни, с което става най-младият шампион във Формула 1 – рекорд, подобрен едва през 2005 г. от Фернандо Алонсо.
Още преди да навърши 30 г., Емерсон става легенда не само в Бразилия, но и в цял свят. През 1976 г. на върха на славата си се присъединява към основания година по-рано от по-възрастния му брат Уилсън Фитипалди бразилски тим, спонсориран от Коперсукар. За следващите 5 години Емерсон постига само едно 2-ро и две 3-ти места, а в голяма част от състезанията не успява да завърши. Най-доброто му класиране в шампионата е 10-о място през 1978 г. През 1980 г. прекратява участието си във Формула 1.
След 4-годишна пауза Фитипалди се състезава в CART сериите. През 1984 г. пленява бързо сърцата на феновете в САЩ със страхотни състезания. През 1989 г. печели титлата в Индикар. 2 пъти е печелил Индианаполис 500 – през 1989 и 1993 г.
30-годишната кариера в автомобилните спортове на Емерсон приключва през 1996 г., след 36 победи, 23 Пол Позишъна и 339 старта.
Във Формула 1 участва и неговият племенник Кристиан Фитипалди.